# Heze (Shandong)
Heze of Hézé is een stad in de gelijknamige prefectuur in het zuidwesten van de noordoostelijke provincie Shandong, Volksrepubliek China. Heze grenst in het oosten aan Jining, in het westen aan de provincie Henan en in het westen aan de provincie Anhui.
Bij de volkstelling van 2020 had de stad 1.293.767 Inwoners, de gehele prefectuur had 8.795.939 inwoners.
Andere grote steden in de prefectuur zijn Caoxian, Shanxian en Yuncheng.